# پال دیلان
پال دیلان (انگلیسی: Paul Dillon؛ زادهٔ جولیت، ایلینوی) یک بازیگر سینما اهل ایالات متحده آمریکا است.

## گزیده فیلمشناسی
از فیلم‌ها یا برنامه‌های تلویزیونی که وی در آن نقش داشته‌است می‌توان به آثار زیر اشاره کرد.
- در جاده (فیلم) (۲۰۱۲)
- قصاب (فیلم ۲۰۰۹) (۲۰۰۹)
- ساعت آبی‌رنگ (فیلم ۲۰۰۷) (۲۰۰۷)
- سی‌اس‌آی: میامی (۲۰۰۴)
- نگهبان (مجموعه تلویزیونی آمریکایی) (۲۰۰۳)
- باشگاه مبارزه (۱۹۹۹)
- سرباز (فیلم ۱۹۹۸) (۱۹۹۸)
- تاکسی شیکاگو (۱۹۹۷)
- آستین پاورز: مرد بین‌المللی رمز و راز (۱۹۹۷)
- جزیره کاتروت (۱۹۹۵)
- بازی منصفانه (۱۹۹۵)
- قاتلین بالفطره (۱۹۹۴)
- پلک‌زدن (فیلم) (۱۹۹۴)